# Zeittafel der Programmiersprachen
Dies ist eine zeitlich sortierte Liste bedeutender Programmiersprachen.

## Liste
| Jahr | Name                   | Entwickler | Beeinflusst von                                                                     |
| ---- | ---------------------- | --- | ----------------------------------------------------------------------------------- |
| 1946 | Plankalkül             | Konrad Zuse | —                                                                                   |
| 1952 | A-0                    | Grace Hopper | —                                                                                   |
| 1954 | Mark I Autocode        | Tony Brooker | —                                                                                   |
| 1955 | FLOW-MATIC             | Grace Hopper | A-0                                                                                 |
| 1957 | Fortran                | John W. Backus | A-0                                                                                 |
| 1957 | General Problem Solver | Allen Newell | —                                                                                   |
| 1957 | COMIT                  | Victor Yngve | —                                                                                   |
| 1958 | Algol 58               | Mitglieder von ACM und GAMM                                                                                              | —                                                                                   |
| 1958 | Fortran II             | | Fortran                                                                             |
| 1959 | Lisp                   | John McCarthy | —                                                                                   |
| 1959 | RPG                    | IBM | —                                                                                   |
| 1959 | JOVIAL                 | Jules Schwartz | Algol                                                                               |
| 1960 | COBOL                  | Grace Hopper, CODASYL | FLOW-MATIC, FACT, COMTRAN                                                           |
| 1960 | Algol 60               | John W. Backus, Peter Naur                                                                                               | Algol 58                                                                            |
| 1962 | SNOBOL                 | David J. Farber, Ralph E. Griswold und Ivan P. Polensky                                                                  | COMIT                                                                               |
| 1962 | APL                    | Kenneth E. Iverson | —                                                                                   |
| 1962 | PILOT                  | IBM | —                                                                                   |
| 1963 | CPL                    | Barron, Strachey | Algol 60                                                                            |
| 1964 | JOSS                   | | Algol 58                                                                            |
| 1964 | PL/I                   | IBM | Fortran, Algol 60                                                                   |
| 1964 | BASIC                  | John G. Kemeny und Thomas E. Kurtz                                                                                       | —                                                                                   |
| 1965 | Fortran IV             | ANSI X3.4.3-1965 | Fortran II                                                                          |
| 1965 | Simula                 | Ole-Johan Dahl und Kristen Nygaard bei Norsk Regnesentral                                                                | Algol 60                                                                            |
| 1966 | Algol W                | Niklaus Wirth | Algol 60                                                                            |
| 1966 | Fortran 66             | ANSI X3.9-1966 | Fortran IV                                                                          |
| 1966 | Logo                   | Seymour Papert | Lisp                                                                                |
| 1966 | BCPL                   | Martin Richards | CPL                                                                                 |
| 1967 | SNOBOL4                | Bell Laboratories | SNOBOL3                                                                             |
| 1967 | MUMPS                  | Massachusetts General Hospital ANSI X11.1-1977                                                                           | —                                                                                   |
| 1967 | Simula 67              | Ole-Johan Dahl und Kristen Nygaard                                                                                       | Simula                                                                              |
| 1968 | POP-1                  | Rod Burstall, Robin Popplestone                                                                                          | COWSEL                                                                              |
| 1968 | REFAL                  | Valentin Turtschin | —                                                                                   |
| 1968 | Algol 68               | Adriaan van Wijngaarden, Koster, Mailloux, Peck                                                                          | Algol 60                                                                            |
| 1970 | POP-2                  | | POP-1                                                                               |
| 1970 | B                      | Ken Thompson | BCPL                                                                                |
| 1970 | Forth                  | Charles H. Moore | —                                                                                   |
| 1970 | PEARL                  | AEG, BBC, Siemens AG und GfK Karlsruhe (heute Karlsruher Institut für Technologie)                                       | Algol 60, PL/I                                                                      |
| 1970 | Icon                   | University of Arizona | Algol 60, SNOBOL 4                                                                  |
| 1971 | Pascal                 | Niklaus Wirth, Kathleen Jensen                                                                                           | Algol 58                                                                            |
| 1972 | Smalltalk 72           | Xerox PARC | Simula 67                                                                           |
| 1972 | C                      | Dennis Ritchie | B, BCPL, Algol 60                                                                   |
| 1972 | INTERCAL               | Don Woods, James Lyons                                                                                                   | —                                                                                   |
| 1972 | Prolog                 | Alain Colmerauer | —                                                                                   |
| 1973 | COMAL                  | Børge Christensen, Benedict Løfstedt                                                                                     | Pascal, BASIC                                                                       |
| 1973 | ML                     | Robin Milner, Universität Edinburgh                                                                                      | —                                                                                   |
| 1974 | ELAN                   | TU Berlin | Algol 68                                                                            |
| 1974 | GRASS                  | Tom DeFanti | BASIC                                                                               |
| 1975 | Scheme                 | Guy Lewis Steele Jr., Gerald Jay Sussman                                                                                 | Lisp, ALGOL                                                                         |
| 1976 | Ratfor                 | Brian W. Kernighan | C, Fortran                                                                          |
| 1976 | S                      | John Chambers (Bell Labs)                                                                                                | C, APL, PPL, Scheme                                                                 |
| 1977 | Matlab                 | Cleve Moler | LINPACK, Eispack                                                                    |
| 1977 | FP                     | John W. Backus | —                                                                                   |
| 1977 | Bourne-Shell (sh)      | Stephen R. Bourne | —                                                                                   |
| 1978 | Fortran 77             | ANSI X3.9-1978 | Fortran IV                                                                          |
| 1978 | awk                    | Alfred V. Aho, Peter J. Weinberger, Brian W. Kernighan                                                                   | —                                                                                   |
| 1978 | Modula-2               | Niklaus Wirth | Pascal                                                                              |
| 1978 | STOIC                  | Jonathan Sachs | Forth                                                                               |
| 1979 | VULCAN, dBASE-II       | Wayne Ratliff | —                                                                                   |
| 1980 | Smalltalk 80           | | Smalltalk 72                                                                        |
| 1980 | Ada                    | Jean Ichbiah und Honeywell Bull                                                                                          | —                                                                                   |
| 1981 | BASICA                 | Microsoft | BASIC                                                                               |
| 1982 | PostScript             | Adobe Inc. | Forth                                                                               |
| 1982 | REXX                   | Michael F. Cowlishaw | PL/I                                                                                |
| 1983 | GW-BASIC               | Microsoft | BASICA                                                                              |
| 1983 | Turbo Pascal           | Anders Hejlsberg | Pascal                                                                              |
| 1983 | Objective-C            | Brad Cox, Tom Love | C, Smalltalk                                                                        |
| 1983 | C++                    | Bjarne Stroustrup | C, Simula 67, Algol 68                                                              |
| 1983 | Beta                   | Bruun-Kristensen, Lehrmann Madsen, Møller-Pedersen, Nygaard                                                              | Simula 67                                                                           |
| 1983 | Ada 83                 | | Green                                                                               |
| 1983 | ABAP                   | SAP SE | COBOL                                                                               |
| 1984 | Common Lisp            | Guy L. Steele Jr., Scott E. Fahlman, Richard P. Gabriel, David A. Moon, Daniel L. Weinreb                                | Lisp Machine Lisp, Maclisp, Interlisp, Scheme                                       |
| 1984 | Clipper                | Nantucket | dBASE                                                                               |
| 1984 | Foxpro                 | Fox Software | dBASE                                                                               |
| 1985 | PARADOX                | Borland | dBASE                                                                               |
| 1985 | Occam                  | INMOS Ltd. | —                                                                                   |
| 1985 | Miranda                | David Turner | Sasl, KRC                                                                           |
| 1985 | Modula-2+              | DEC Systems Research Center                                                                                              | Modula-2                                                                            |
| 1985 | QuickBASIC             | Microsoft | GW-BASIC                                                                            |
| 1986 | Eiffel                 | Bertrand Meyer | Simula, OOP                                                                         |
| 1987 | HyperCard              | Apple | —                                                                                   |
| 1987 | SQL-1                  | | —                                                                                   |
| 1987 | Perl                   | Larry Wall | awk, sed, C, Shell                                                                  |
| 1988 | LPC                    | Lars Pensjö | C                                                                                   |
| 1988 | SDL                    | | —                                                                                   |
| 1988 | dBASE IV               | | dBASE III                                                                           |
| 1988 | Erlang                 | Joe Armstrong et al. Ericsson                                                                                            | LOTS                                                                                |
| 1988 | Tcl                    | John Ousterhout | awk, Lisp                                                                           |
| 1988 | Oberon                 | Niklaus Wirth | Modula-2                                                                            |
| 1988 | Object REXX            | Simon C. Nash | REXX, Smalltalk                                                                     |
| 1989 | ANSI C (C89)           | | C, Algol 68                                                                         |
| 1989 | Turbo Pascal+OOP       | Borland | Turbo Pascal                                                                        |
| 1990 | Component Pascal       | Oberon microsystems | Oberon                                                                              |
| 1990 | J                      | Ken Iverson und Roger Hui                                                                                                | APL                                                                                 |
| 1990 | Haskell                | | Miranda                                                                             |
| 1990 | Objective CAML         | INRIA | ML                                                                                  |
| 1991 | Fortran 90             | ISO/IEC 1539:1991 | Fortran 77                                                                          |
| 1991 | Sather                 | Steve Omohundro, Gerhard Goos                                                                                            | Eiffel                                                                              |
| 1991 | Modula-3               | DEC und Olivetti | Modula-2+                                                                           |
| 1991 | Python                 | Guido van Rossum | ABC, Modula-3                                                                       |
| 1991 | Q (1991)               | Albert Graf | —                                                                                   |
| 1991 | Visual Basic Classic   | Microsoft | BASIC                                                                               |
| 1991 | QBasic                 | Microsoft | QuickBASIC                                                                          |
| 1991 | Blitz Basic            | Mark Sibly | BASIC                                                                               |
| 1991 | PL/SQL                 | Oracle | COBOL, PL/I, Ada                                                                    |
| 1992 | SQL-2                  | | SQL                                                                                 |
| 1992 | SDL 92                 | | SDL                                                                                 |
| 1992 | Borland Pascal         | | Turbo Pascal+OOP                                                                    |
| 1992 | Profan                 | Roland G. Hülsmann | —                                                                                   |
| 1993 | NewtonScript           | Apple | Self                                                                                |
| 1993 | AppleScript            | Apple | HyperCard                                                                           |
| 1993 | Lua                    | Roberto Ierusalimschy | Pascal, Scheme                                                                      |
| 1993 | dBASE 5.0              | | dBASE IV                                                                            |
| 1993 | Amiga E                | Wouter van Oortmerssen                                                                                                   | DEX, C, Modula-2                                                                    |
| 1993 | R                      | Ross Ihaka, Robert Gentleman                                                                                             | S, Scheme                                                                           |
| 1994 | ANSI Common Lisp       | | Common Lisp                                                                         |
| 1994 | RPG IV                 | IBM | RPG                                                                                 |
| 1994 | Pike                   | Hübinette | LPC                                                                                 |
| 1995 | Object Pascal          | Borland | Borland Pascal                                                                      |
| 1995 | Java                   | Sun Microsystems | Smalltalk, Syntax von C++                                                           |
| 1995 | Ada 95                 | | Ada 83                                                                              |
| 1995 | Ruby                   | Yukihiro Matsumoto | Smalltalk, Perl, Eiffel                                                             |
| 1995 | JavaScript             | Brendan Eich bei Netscape                                                                                                | Java, Self                                                                          |
| 1996 | Mercury                | Fergus Henderson, Thomas Conway und Zoltan Somogyi                                                                       | Prolog, Haskell                                                                     |
| 1996 | BUGS                   | David Spiegelhalter | —                                                                                   |
| 1996 | Embedded C++           | Embedded C++ Technical Committee (Industriekonsortium)                                                                   | C++                                                                                 |
| 1996 | VBScript               | Microsoft | Visual Basic Classic                                                                |
| 1997 | Fortran 95             | ISO/IEC 1539-1:1997 | Fortran 90                                                                          |
| 1997 | PHP                    | Rasmus Lerdorf | C, Perl                                                                             |
| 1997 | ECMAScript             | ECMA TC39-TG1 | JavaScript                                                                          |
| 1997 | REBOL                  | Carl Sassenrath | Self, Forth, Lisp, Logo                                                             |
| 1998 | PureBasic              | Frédéric Laboureur, Fantaisie Software                                                                                   | Blitz Basic                                                                         |
| 1998 | ISO C++ 98             | | C++                                                                                 |
| 1998 | ActionScript           | Gary Grossman, Adobe Inc.                                                                                                | JavaScript, Java                                                                    |
| 1999 | ISO C 99               | | ISO C 95                                                                            |
| 1999 | Gambas                 | Benoit Minisini | Visual Basic                                                                        |
| 1999 | D                      | Walter Bright | C                                                                                   |
| 2000 | Joy                    | Manfred von Thun | FP, Forth                                                                           |
| 2000 | C#                     | Microsoft | Java, C++, Object Pascal                                                            |
| 2001 | Scala                  | Martin Odersky | Java, Pizza, ML, Haskell, Smalltalk, Erlang                                         |
| 2002 | Visual Basic .NET      | Microsoft | Visual Basic Classic, Java, C#                                                      |
| 2002 | F#                     | Microsoft | Objective CAML, ML, C#                                                              |
| 2003 | Falcon                 | Giancarlo Niccolai | C++, Perl, Lua, Smalltalk, PHP, Lisp, Python, Ruby                                  |
| 2003 | ISO C++ 2003           | | ISO C++ 98                                                                          |
| 2003 | Boo                    | Rodrigo Barreto de Oliveira                                                                                              | Python                                                                              |
| 2003 | Factor                 | Slava Pestov | Joy, Forth, Lisp                                                                    |
| 2003 | S2                     | Brad Fitzpatrick, Martin Atkins                                                                                          | Perl, C++                                                                           |
| 2003 | Nemerle                | Universität Breslau | C#, ML, MetaHaskell                                                                 |
| 2003 | NGL                    | Ernst Herrera Legorreta                                                                                                  | J, FL, K                                                                            |
| 2003 | Q (2003)               | Arthur Whitney | K, APL                                                                              |
| 2003 | AngelScript            | Andreas Jönsson | C, C++                                                                              |
| 2003 | Groovy                 | James Strachan | Java, Python, Ruby                                                                  |
| 2004 | Fortran 2003           | ISO/IEC 1539-1:2004 | Fortran 95                                                                          |
| 2004 | FreeBASIC              | V1ctor | QBasic                                                                              |
| 2004 | BlitzMax               | Blitz Research Labs | Blitz Basic                                                                         |
| 2005 | Aleph                  | Rene Heuer | Java, Forth, Lisp                                                                   |
| 2005 | Seed7                  | Thomas Mertes | Pascal, Modula-2, Ada, Algol 68, C, C++, Java                                       |
| 2005 | Fantom                 | Brian Frank, Andy Frank                                                                                                  | C#, Java, Scala, Ruby, Erlang                                                       |
| 2006 | Vala                   | Jürg Billeter, Raffaele Sandrini                                                                                         | C, C++, C#, Java                                                                    |
| 2007 | Ada 2005               | Ada Rapporteur Group | Ada 95                                                                              |
| 2007 | Scratch                | Mitchel Resnick, John Maloney, Natalie Rusk, Evelyn Eastmond, Tammy Stern, Amon Millner, Jay Silver, and Brian Silverman | Logo, Smalltalk, Squeak, Etoys, HyperCard, AgentSheets, StarLogo, Tweak, Snap!/BYOB |
| 2008 | Genie                  | Jamie McCracken | Python, Boo, D, Object Pascal                                                       |
| 2008 | Pure                   | Albert Graf | Q (1991)                                                                            |
| 2008 | Fortress               | Guy L. Steele, Jr. | Fortran, Scala, Standard ML, Haskell                                                |
| 2008 | Nim                    | Andreas Rumpf | Object Pascal, Oberon, C++, Modula-3, Ada, Lisp, Python                             |
| 2008 | Arc                    | Paul Graham | Lisp                                                                                |
| 2009 | CoffeeScript           | Jeremy Ashkenas | JavaScript, Ruby, Python, Haskell                                                   |
| 2009 | Go                     | Google Inc., Robert Griesemer, Rob Pike, Ken Thompson                                                                    | C                                                                                   |
| 2010 | Chapel                 | Brad Camberlain, Cray | HPF, ZPL                                                                            |
| 2010 | Rust                   | Graydon Hoare, Mozilla                                                                                                   | Alef, C++, Erlang, Hermes, Limbo, Napier, Newsqueak, Sather, Standard ML            |
| 2010 | Gosu                   | Guidewire Software | Java, C# und ECMAScript                                                             |
| 2011 | Snap!                  | Jens Mönig | Scratch, Lisp, Scheme                                                               |
| 2011 | Ceylon                 | Gavin King, Red Hat | Smalltalk, ML, Java                                                                 |
| 2011 | Dart                   | Google Inc., The Dart Team                                                                                               | JavaScript, Scala, Smalltalk, Strongtalk, C#, Erlang                                |
| 2011 | Elm                    | Evan Czaplicki | Haskell, Standard ML, OCaml, F#                                                     |
| 2011 | Kotlin                 | JetBrains | Java, Scala, C#, Groovy, Gosu                                                       |
| 2011 | ISO C++ 2011           | | ISO C++ 2003                                                                        |
| 2012 | TypeScript             | Microsoft | JavaScript                                                                          |
| 2012 | Julia                  | Jeff Bezanson, Stefan Karpinski, Viral B. Shah, Alan Edelman                                                             | Matlab, Scheme, Lisp, ML, Cecil, Dylan, PyPy, Ruby                                  |
| 2014 | Swift                  | Apple | Objective-C, Rust, Haskell, Ruby, Python, C#, CLU                                   |
| 2014 | Babelsberg/R           | Tim Felgentreff, Alan Borning, Robert Hirschfeld, Maria Graber (Hasso-Plattner-Institut der Universität Potsdam)         | Ruby                                                                                |
| 2014 | Hack                   | Julien Verlaguet, Alok Menghrajani, Meta Platforms (vormals Facebook Inc.)                                               | PHP, OCaml, Java, C#, Scala, Haskell                                                |
| 2016 | Simit                  | MIT |                                                                                     |
| 2017 | Q#                     | Microsoft | C#, F#                                                                              |
| 2019 | Bosque                 | Microsoft | TypeScript (Syntax), F#                                                             |
| 2021 | Logica                 | Google | SQL                                                                                 |
| 2024 | Mojo                   | Modular | Python                                                                              |